# آنتونیو ناوا (بازیکن بسکتبال)
آنتونیو ناوا (اسپانیایی: Antonio Nava‎؛ زادهٔ ۵ ژوئیهٔ ۱۹۴۸) بازیکن بسکتبال اهل اسپانیا بود.
از باشگاه‌هایی که در آن بازی کرده‌است می‌توان به باشگاه بسکتبال رئال مادرید اشاره کرد.